# Departamento de Ipiales
El Municipio de Ipiales es un extinto departamento de Colombia. Fue creado el 5 de agosto de 1908 a partir del departamento de Nariño (creado en 1904) y perduró hasta el 1 de enero de 1910, siendo parte de las reformas administrativas del presidente de la República Rafael Reyes respecto a división territorial. El departamento duró poco, pues Reyes fue depuesto en 1909 y todas sus medidas revertidas a finales del mismo año, por lo cual las 34 entidades territoriales creadas en 1908 fueron suprimidas y el país recobró la división política vigente en 1905, desapareciendo entonces Ipiales como departamento hasta la expedición de la ley 65 del 14 de diciembre de 1909, la cual estableció que a partir del 1 de enero de 1910 el departamento de Nariño quedaba reunificado una vez más.
El departamento fue creado con el nombre de Túquerres y tuvo su capital en la localidad del mismo nombre, pero el 31 de agosto de 1908 su capital cambió a Ipiales por su importancia aduanera y fronteriza, por lo cual su nombre también cambió a Ipiales.

## División territorial
El departamento estaba conformado por las provincias nariñenses de Obando y Túquerres.
Los municipios que conformaban el departamento eran los siguientes, de acuerdo al decreto 916 del 31 de agosto del año 1908:
- Provincia de Obando: Ipiales (capital), Aldana, Contadero, Cumbal, Guachucal, Gualmatán, Iles, Puerres y Pupiales.

- Provincia de Túquerres: Túquerres (capital), Ancuya, Carlosama, Guachavés, Guaitarilla, Imués, Linares, Mallama, Ospina, Samaniego, Sapuyes y Yascual.